# Záhorie
Záhorie (traducere aprox. Regiunea transmontană, germană (windische) Marchauen, maghiară Erdőhát) este numele informal dat unei regiuni din vestul Slovaciei, între Carpații Mici la est și râul Morava la vest, care creează frontierele cu Republica Cehă și Austria. Deși nu e o regiune administrativă propriu-zisă, este una din cele 21 de regiuni turistice oficiale din Slovacia. Záhorie este situată în zona a trei regiuni administrative : Regiunea Bratislava (Districtul Malacky plus Záhorská Bystrica în Bratislava), Regiunea Trnava (Senica și Skalica) și Regiunea Trenčín (partea sudică a Districtului Myjava). Un district militar cu același nume este localizat în apropiere de Malacky.
Orașele din regiune sunt Brezová pod Bradlom, Gbely, Holíč, Malacky, Senica, Skalica, Stupava și Šaštín-Stráže. Populația din zonă este de aprox. 170.000 de locuitori. Localnicii vorbesc un dialect similar cu cele moraviene.
Unele părți din Záhorie sunt protejate de Zona Naturală Protejată din Záhorie, prima zonă de câmpii joase protejată din Slovacia. Zonele Protejate ocupă 275,22 km² și sunt divizate în două părți distincte - cea de nord-est și cea de est. Zona Naturală Protejată din Carpații Mici și Zona Naturală Protejată Biele Karpaty sunt parțial situate în Záhorie.

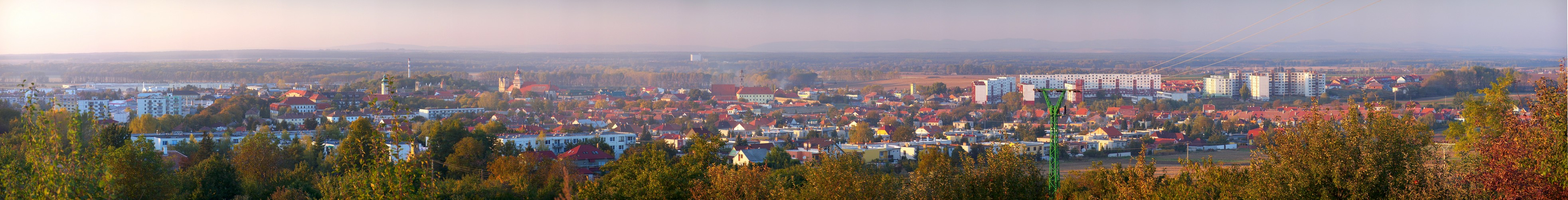
Skalica, în regiunea Trnava